# L'Air d'aller
L'Air d'aller est une série télévisée québécoise scénarisée par Jean-Christophe Réhel, produite par URBANIA, réalisée par Sarah Pellerin et diffusée depuis le 23 mars 2023 à Télé-Québec.

## Synopsis
Quatre amis atteints de la fibrose kystique vont ressentir une impulsion de vivre quand ils apprennent qu’un membre de leur quatuor pourrait mourir avant la fin de la saison estivale.

## Distribution

### Acteurs principaux
- Catherine St-Laurent : Katrine Duplessis
- Antoine Olivier Pilon : Gabriel Perron
- Joakim Robillard : Jimmy Larouche
- Noémie Leduc-Vaudry : Cindy Dufresnes

### Acteurs secondaires
- Marc Béland : Richard Larouche
- Yves Bélanger : Peter Schaefer
- Denis Bernard : Sylvain Duplessis
- Ryan Bommarito : Stuart Duchamp
- Martin Drainville : Robert Fleury
- Vincent Graton : Pierre Dufresnes
- Simon Landry-Désy : Léonard Chouinard
- Dominique Leduc : Manon Guarino
- Anick Lemay : Louise St-Jean
- Sylvie Moreau : Chantal Lavoie
- Iannicko N’Doua : Nicolas Jourdain
- Antoine Pilon : Benjamin Larouche
- Dominique Quesnel : Odile Lortie
- Mathieu Richard : Apollon
- Antoine Yared : Alexander Thompson
- Vanessa Boudrias : Krystalle
- Joanie Martel : Judith
- Claudine Prévost : Sandra Boulanger-Apichella 2024
- Mounia Zahzam : Noûr Réhel 2024
- Paul Henry Athis : Gary Fréchette
- Dominique Denis : Dr. Legendre
- Jeanne Cournoyer : Stacey Gagné
- Shawn Campbell : Policier Vermont
- Martin Desgagné : Client désobligeant à la crèmerie
- Jean-René Moisan : Client au tatouage licorne
- Martin Dansky : Voisin de Katrine

## Fiche technique
- Titre original : L'Air d'aller
- Titre anglais : Thin Air
- Réalisation : Sarah Pellerin[2]
- Scénario : Jean-Christophe Réhel[2],[3]
- Société de production : URBANIA[2]
- Diffusion : Télé-Québec
- Pays de production : Canada
- Langue originale : français
- Genre : comédie dramatique
- Durée : 20 x 23min
- Dates de sortie : 23 mars 2023[4]

## Production
Il s'agit de la première œuvre de fiction produite par URBANIA. Les tournages ont commencé le 31 mai 2022,. La saison 1 comportera dix épisodes et sera diffusée sur Télé-Québec en mars 2023.

## Thèmes
Jean-Christophe Réhel, le scénariste de la série, est lui-même atteint de la fibrose kystique,. Il a déjà abordé cette maladie dans son roman Ce qu'on respire sur Tatouine, adapté au cinéma et au théâtre,.
Je n’avais pas fait le tour de cette maladie, il me reste des choses à dire là-dessus affirme Jean-Christophe Réhel dans une interview pour Radio-Canada.
Si la série sera plus comique et légère que son roman, des "scènes très rock and roll" seront présentes.

## Épisodes

### Première saison (2023)
Diffusée à partir du 23 mars 2023, sur Télé-Québec.
|    | titre                      | date          |
| -- | -------------------------- | ------------- |
| 1  | Les malades                | 23 mars 2023  |
| 2  | Portraits de famille       | 30 mars 2023  |
| 3  | Les grands voyageurs       | 06 avril 2023 |
| 4  | Roméo d'eau                | 13 avril 2023 |
| 5  | Gelato                     | 20 avril 2023 |
| 6  | Si on vivait dans la brume | 27 avril 2023 |
| 7  | Le vieil homme et l'urne   | 04 mai 2023   |
| 8  | Jeu de quilles             | 11 mai 2023   |
| 9  | Flip                       | 18 mai 2023   |
| 10 | Flip – partie II           | 25 mai 2023   |

### Deuxième saison (2024)
Diffusée à partir du 2 avril 2024, sur Télé-Québec.
|    | titre                         | date          |
| -- | ----------------------------- | ------------- |
| 1  | Bynucin                       | 19 mars 2024  |
| 2  | Fleur bleue                   | 26 mars 2024  |
| 3  | Souvenir niaiseux             | 02 avril 2024 |
| 4  | Au fond de l’eau              | 09 avril 2024 |
| 5  | Sundae au caramel             | 16 avril 2024 |
| 6  | Maman Gong                    | 23 avril 2024 |
| 7  | Chapeaux de roues             | 30 avril 2024 |
| 8  | Le porteur de l’anneau        | 07 mai 2024   |
| 9  | Les petits bolides – partie 1 | 14 mai 2024   |
| 10 | Les petits bolides – partie 2 | 21 mai 2024   |